# Camponotus bactrianus
Camponotus bactrianus é uma espécie de inseto do gênero Camponotus, pertencente à família Formicidae.